# 안드레아스 마트
안드레아스 마트(독일어: Andreas Matt, 1982년 10월 19일~)는 오스트리아의 프리스타일 스키 선수로 주 종목은 스키크로스이다. 올림픽에 2회 참가하여 2010년 동계 올림픽 스키크로스 종목에서 은메달을 획득했다. 또한 세계 선수권 대회에서 금메달 1개, 동메달 1개를 획득했다.

## 개인사
형인 마리오 마트와 미하엘 마트는 오스트리아 국가대표 알파인 스키 국가대표로 활동했다.